# WE ARE (STARTO for youの曲)
『WE ARE』（ウィアー）は、STARTO ENTERTAINMENTに所属する14組のアーティスト(NEWS・SUPER EIGHT・KAT-TUN・Hey! Say! JUMP・Kis-My-Ft2・timelesz・A.B.C-Z・WEST.・King & Prince・SixTONES・Snow Man・なにわ男子・Travis Japan・Aぇ! group)により制作されたチャリティーソングである。
2024年4月10日に音楽配信で、7月24日にユニバーサルミュージックからCDが発売された。

## 概要
2024年1月1日に発生した能登半島地震により被災し、今もなお苦難を余儀なくされている多くの方々へ、1日でも早い復興を願うとともに、これからを前向きに歩んでいける気持ちの源になれるような楽曲を届けられたらと思い制作された。『WE ARE』は、「辛い困難はあるけれど、明るい未来に向かって歩んでいこう」というエールソングであり、傷つき悲しみの中にいる人すべてに向けたメッセージが込められている。

## リリース
CD+Blu-rayとCD+DVDの2形態で発売(シングル、配信楽曲とも2024年12月31日までの期間限定販売)

### 特典
- 封入特典
  - 期間限定視聴用シリアルコード
    - 「WE ARE」京セラドームパフォーマンス映像
    - 「WE ARE! Let's get the party STARTO!!」のグループキービジュアルを本シリアル限定写真1枚ダウンロード
- 外付け特典
  - A4サイズステッカーシート(メンバー肖像使用)

## 収録曲

### CD (2形態共通)
1. WE ARE
2. WE ARE (オリジナル・カラオケ)

### Blu-ray / DVD
- 「WE ARE」Music Video
- 「WE ARE」リリックビデオ